# Charles Stoessel
Pour les articles homonymes, voir Stoessel.
Charles Stoessel, né le 30 novembre 1922 et mort le 14 octobre 1966, est un homme politique français.

## Détail des fonctions et des mandats
Mandat parlementaire
- 26 septembre 1965 - 14 octobre 1966 : Sénateur du Haut-Rhin